# 岩瀬牧場
岩瀬牧場（いわせぼくじょう）は、福島県岩瀬郡鏡石町にある牧場。旧岩瀬御料地の一部にあたる。なお、同名の牧場が北海道砂川市にもあるが、この牧場とは無関係である。

## 概要
1876年（明治9年）の明治天皇の東北巡幸の後、1877年（明治10年）から1878年（明治11年）にかけて牧羊地調査が行われ、1880年（明治13年）以降に官有第一種皇宮付属地「宮内省御開墾所」が開設された。
1890年（明治23年）当時、御料地は岩瀬第1から第5まであったが、このうち第1から第3までの敷地約650haが同年7月に岡部長職に設備や家畜とともに貸下げとなった（一部は地元に貸下げとなった）。
1907年（明治40年）に牧場経営は株式会社化され、1908年（明治41年）にはオランダから血統書付きホルスタイン種牛13頭を購入した。
1910年（明治43年）には朝日新聞記者の杉村楚人冠が牧場長の永田恒三郎の招待で牧場を訪れ、その情景をもとに文部省唱歌「牧場の朝」を書いたとされている。
1967年（昭和42年）に福島交通社長の小針暦二が牧場を取得して、有限会社岩瀬牧場を設立した。その後、1987年（昭和62年）から翌年にかけ、ふれあい広場、新牛舎、レストラン、売店などを新設し、観光牧場となった。

## 所在地・交通
福島県岩瀬郡鏡石町桜町225
- 須賀川市と鏡石町にまたがっており観光化された公園や事務所は鏡石町だが、歴史ある牧場そのものは正確に言うと須賀川市の領域にある。
- JR東北本線須賀川駅・鏡石駅より福島交通バス岩農行きバス利用岩瀬牧場バス停下車
- 東北自動車道
  - 鏡石PAスマートICから車で10分
  - 須賀川ICから車で15分
  - 矢吹ICから車で20分